# Carlo Antonio Broggia
Carlo Antonio Broggia (Nápoles, 1698 – Nápoles, setembro de 1767) foi um economista e mercador italiano, reformador e teórico da tributação.

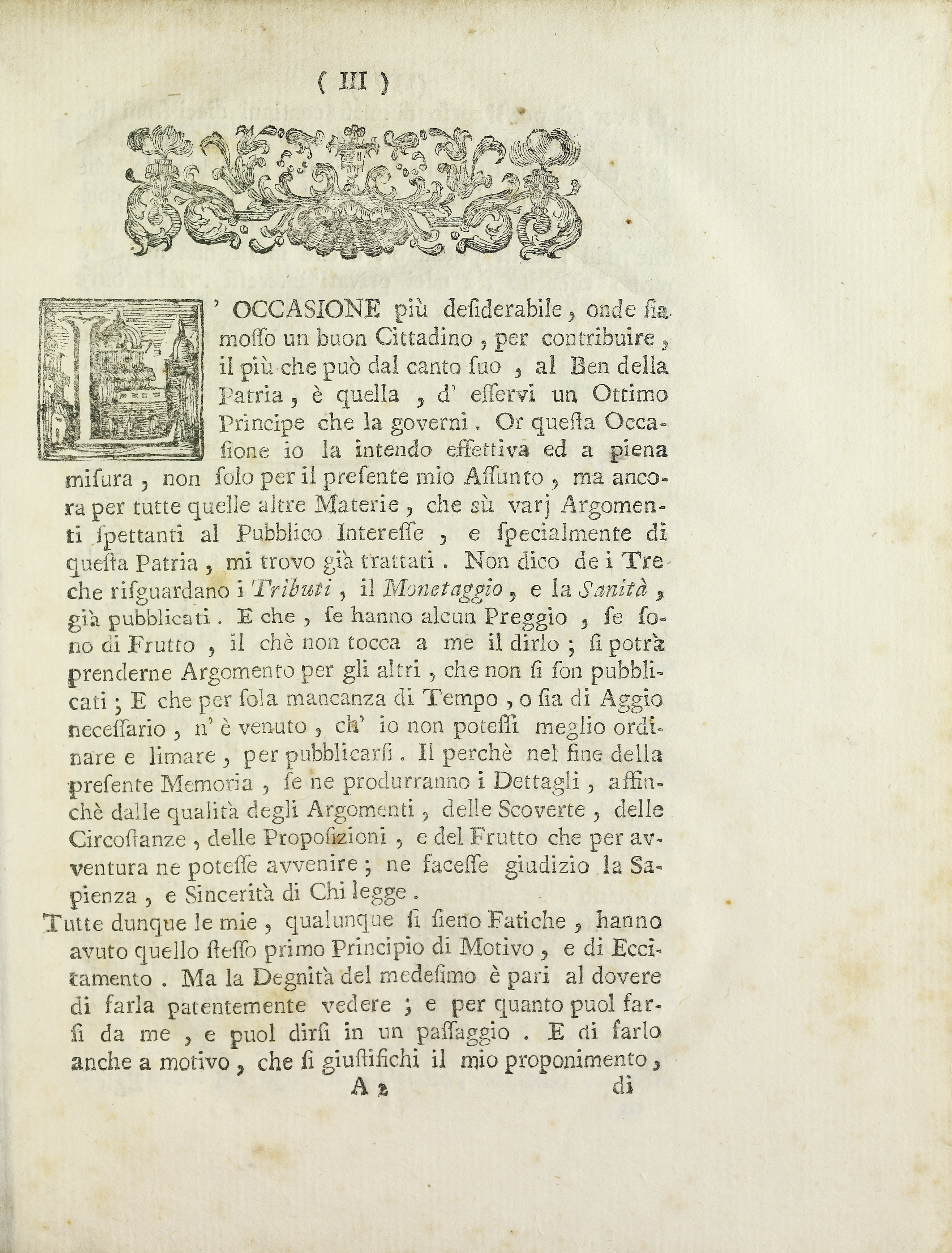
Primeira página de Memoria ad oggetto di varie politiche ed economiche ragioni

## Obras
- Trattato de' tributi, delle monete, e del governo politico della sanità. Nápoles: Pietro Palombo. 1743
- Memoria ad oggetto di varie politiche ed economiche ragioni e temi di utili raccordi che in causa del monetaggio di Napoli s'espongono e propongono. Nápoles: [s.n.] 1754